# 와즈카정
와즈카정(일본어: 和束町)은 일본 교토부 소라쿠군의 정이다. 특산품은 차, 송이버섯, 토마토이다.

## 역사
1954년 12월 15일에 소라쿠군의 3개 촌이 합병해 와즈카정이 탄생하였다.

## 교통

### 도로
- 국도 제163호선 (일본)(일본어판)